# Willem Johan Kolff
Willem Johan «Pim» Kolff (14 de febrero de 1911 - 11 de febrero de 2009) fue un pionero de la hemodiálisis y el mundo de los órganos artificiales (principalmente del corazón artificial). Willem fue un miembro de la familia Kolff, una antigua familia patricia neerlandesa.Él hizo sus principales descubrimientos en el campo de la diálisis durante la Segunda Guerra Mundial. En 1950 migró a Estados Unidos, lugar donde el obtuvo la ciudadanía en 1955, recibiendo por su trabajo un gran número de premios y reconocimiento.

## Inicios
Nació en Leiden, Países Bajos, Kolff fue el mayor de 5 hijos. Estudió medicina en su pueblo, en la Universidad de Leiden, continuó posteriormente la residencia de medicina interna en la Universidad de Groningen

## Impacto
Kolff es considerado como el padre de los órganos artificiales y es visto como uno de los más importantes médicos del siglo XX.